# 섀넌 레토
섀넌 레토(Shannon Leto, 1970년 3월 9일 ~ )는 미국의 드러머로, 자레드 레토의 형이다.